# 三河豐田站
三河豐田站（日语：／ Mikawa-toyota eki */?）是位於愛知縣豐田市豐田町，愛知環狀鐵道的愛知環狀鐵道線車站。
此站最接近豐田汽車總部，早上繁忙時間會有許多通勤客使用車站。

## 歷史
在此站啟用前的1937年（昭和12年），名鐵舉母線已經有同名車站（「參見豐田汽車前站」）。當時該站位於舉母町，後來經過轉變後，於1959年（昭和34年）的自治體名稱改為豐田市。
- 1976年（昭和51年）4月26日 - 日本國有鐵道岡多線三河豐田站啟用，車站建在名鐵時代的車站相同位置。
- 1987年（昭和62年）4月1日：伴隨國鐵分割民營化，車站由東海旅客鐵道（JR東海）營運。
- 1988年（昭和63年）1月31日 - 岡多線由愛知環狀鐵道繼承[3]。
- 1993年（平成5年）
  - 10月1日 - 車站翻新工程完工，成為整日有人車站[4]。
  - 11月1日 - 設置自動售票機[4]。
- 2004年（平成16年）11月10日 - 車站無障礙化[4]。
- 2005年（平成17年）11月16日 - 新設南閘口[4]。
- 2008年（平成20年）
  - 1月27日 - 新豐田站至此站雙線化[3]，月台變為1面2線[5]。
  - 9月3日 - 設置列車緊急停止裝置（日语：列車非常停止装置）[4]。
- 2019年（平成31年）3月2日 - 此站開始可以使用IC卡「TOICA」[6]。

## 車站構造
車站是一座高架車站，設有1面2線島式月台。車站用地已預留空間，使可容納2面4線月台。在2019年6月15日月台延長後，舒緩了繁忙時間月台擠擁情況。從前此站早上和深夜為無人當值，隨著使用人次增加，現時車站職員整日當待。
此站設有檢票口（自動閘機）。由於豐田汽車總部的通勤需要，於2005年度冬季起，早上繁忙時間會開設南閘口，該處為出口專用閘口，在2008年3月更引入自動閘機。

### 月台
| 月台 | 路線            | 上下行 | 方向               |
| ---- | --------------- | ------ | ------------------ |
| 1    | ■愛知環狀鐵道線 | 上行   | 中岡崎、岡崎方向   |
| 2    | ■愛知環狀鐵道線 | 下行   | 新豐田、高藏寺方向 |

備註
- 此站至新豐田之間設有穿梭列車班次，這些班次於1號月台折返。

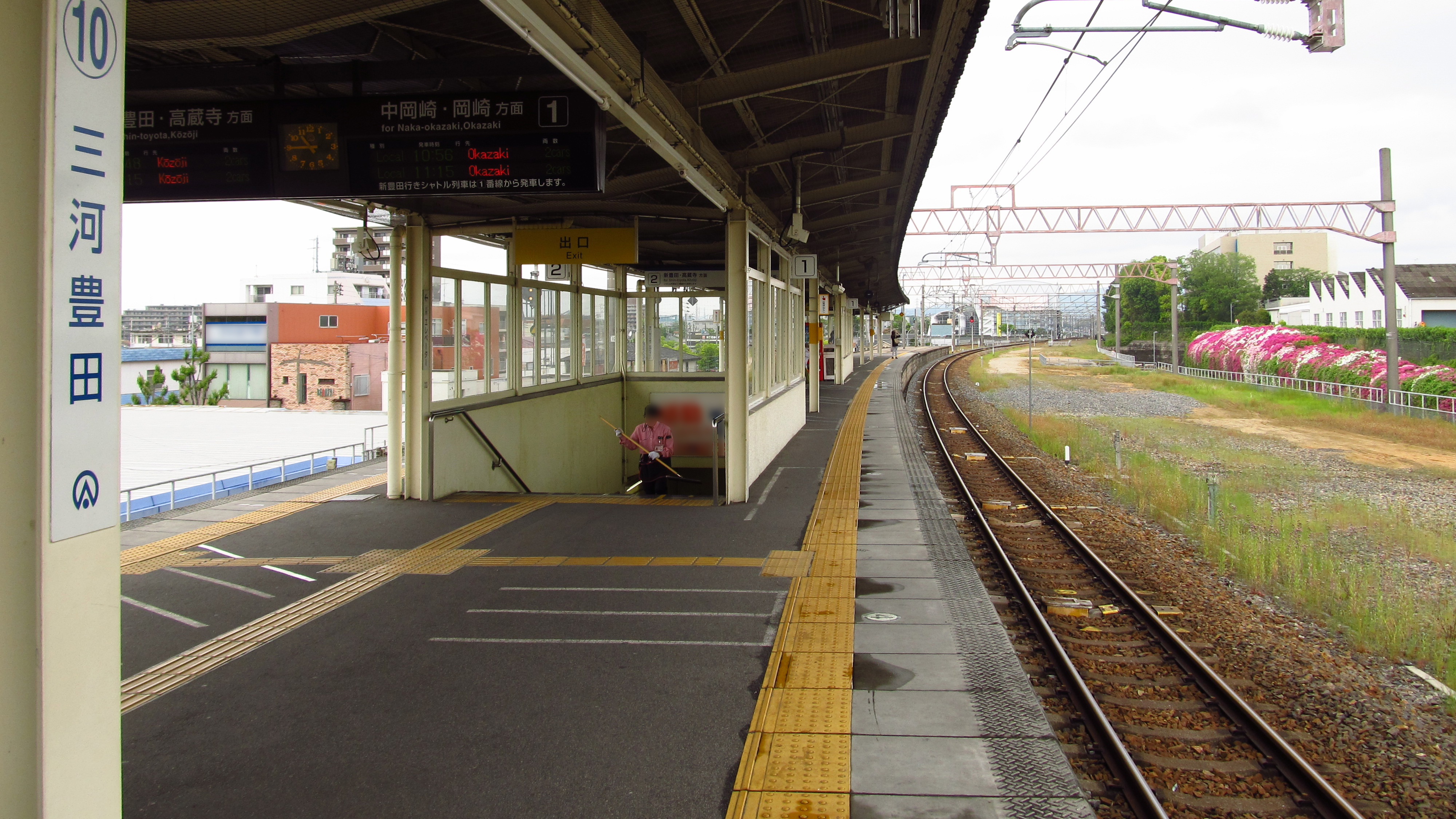
月台
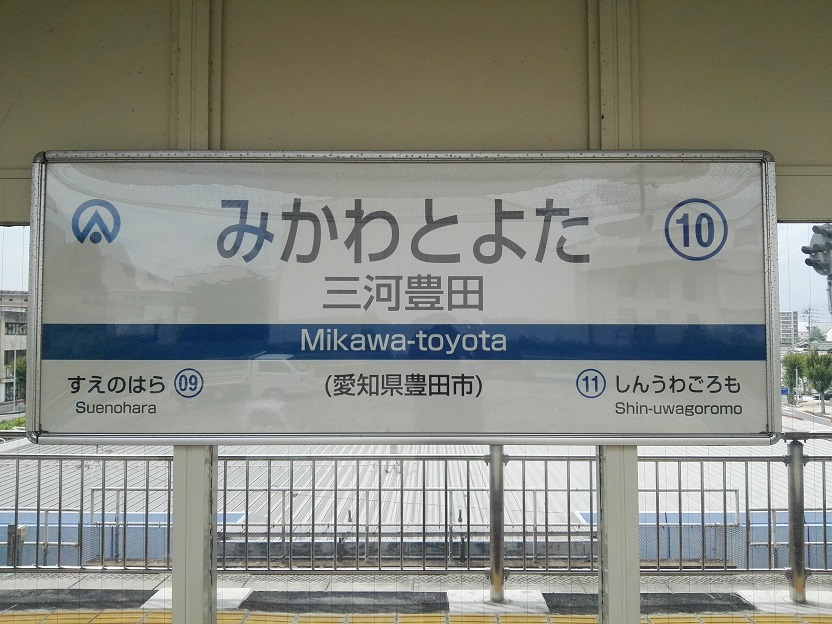
站名牌
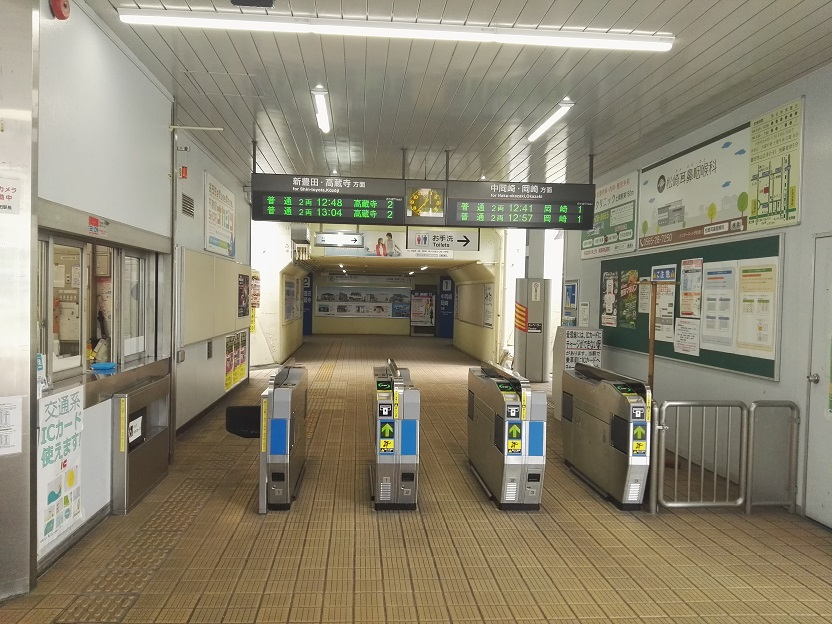
自動閘機
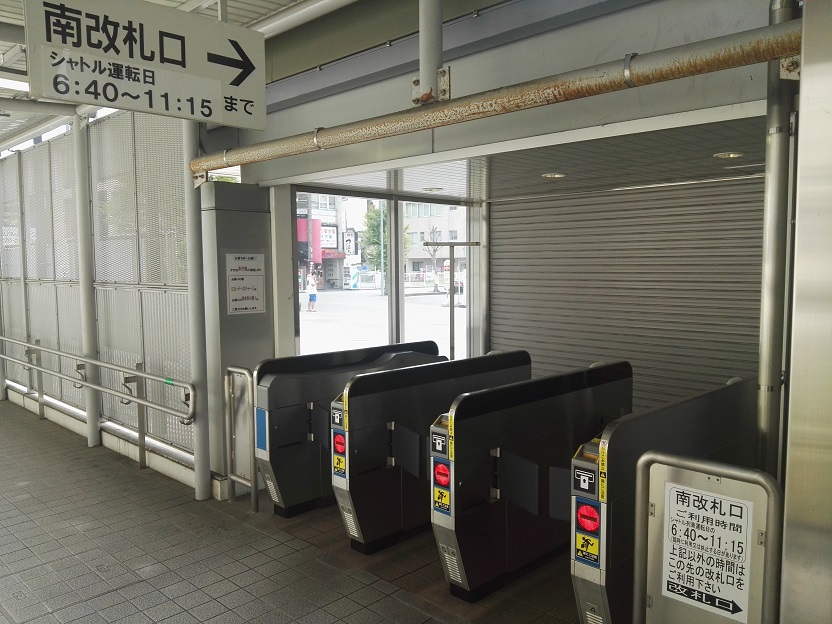
南閘口

增強運輸能力與車站設施之改良
- 在2008年1月27日，此站至新豐田站之雙線化之際，此站的單式月台對面增加路軌，使此站變為1面2線島式月台。
- 同年3月15日時間表修正起，此站至新豐田站之間增設只於早上通勤時段才運作的穿梭列車班次。
- 東邊靠近豐田汽車總部一方計劃建設新檢票口，但是至今還未實現。

### 配線圖
| ← 岡崎方向      | 三河豐田 - 新豐田雙線化時配線之變化 | → 高藏寺方向 |
| 图例 参考文献： |                                     |              |

## 使用狀況

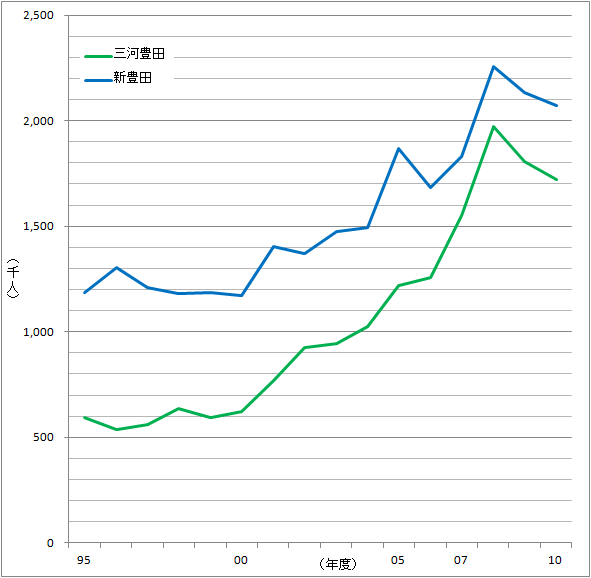
新豐田站（藍）和三河豐田站（綠）的一年乘車人次變化。

根據「豐田市統計書」和「移動等圓滑化取組報告書」，以下為1日平均使用人次列表。
- 2003年度　4,814人
- 2004年度　5,657人
- 2005年度　6,637人（愛知萬博舉行當年）
- 2006年度　6,962人
- 2007年度　8,160人
- 2008年度　10,617人
- 2009年度　9,572人
- 2010年度　9,446人
- 2011年度　9,503人
- 2012年度　9,986人
- 2013年度　10,640人
- 2014年度　10,779人
- 2015年度　12,460人
- 2016年度　13,426人
- 2017年度　14,299人
- 2018年度　14,918人
- 2019年度　14,917人
- 2020年度　8,674人

上述提及，由於有許多豐田汽車總部的通勤客使用此站，因此近年的使用人次急劇增加。

## 車站周邊
- 豐田汽車總部
  - 總部工廠、豐田會館（日语：トヨタ会館）、宿舍、社宅等
- 豐田生協（日语：トヨタ生活協同組合）Meglia本店（日语：メグリア本店）
- Cover House（豐田汽車勞動組合會館）
- 豐田市立山之手小學（日语：豊田市立山之手小学校）
- 豐田市立大林小學（日语：豊田市立大林小学校）
- 國道248號（日语：国道248号）（豐田南北線）
- 愛知縣道488號三河豐田停車場大林線（日语：愛知県道488号三河豊田停車場大林線）
- 愛知縣道491號豐田環狀線（日语：愛知県道491号豊田環状線）（外環狀線）

## 巴士路線
名鐵巴士
- 站前迴旋路內
  - 前往中部國際機場
  - 前往豐田紀念醫院（日语：トヨタ記念病院）
  - 前往前山町五丁目
- 迴旋路西邊行車道
  - 前往名鐵豐田市站

JR東海巴士
- 站前迴旋路內
  - Dream名古屋號（日语：ドリームなごや号）：前往東京站

豐田Oiden巴士
- 站前迴旋路內
  - 土橋、豐田東環狀線：土橋站 - 三河豐田站前 - 豐田紀念醫院（部分班次不途經） - 五丘 - 廣川町11丁目 - 豐田市

櫻觀光巴士
- 站前迴旋路內
  - At Liner：前往Busta新宿
  - At Liner：前往大宮站
  - 前往二俁新町站

上鄉地域巴士(NicoNico巴士)
- 站前迴旋路內
  - 末野原線：前往上鄉社區中心

## 相鄰車站
愛知環狀鐵道
愛知環狀鐵道線
末野原（09）－三河豐田（10）－新上舉母（11）

## 注腳
1. ↑  德田耕一《名鉄の廃線を歩く》JTB，2001年8月1日，172頁。ISBN 4-533-03923-5
2. ↑  昭和（戦後）以降（とよたの歴史） （页面存档备份，存于）（日語）
3. 1 2  企業情報 沿革 （页面存档备份，存于）（日語）　愛知環狀鐵道
4. 1 2 3 4 5  《愛知環状鉄道の30年》年表，愛知環狀鐵道株式會社，2019年
5. ↑  《愛知環状鉄道の30年》配線略圖，愛知環状鐵道株式會社，2019年
6. ↑   (PDF) (新闻稿). 愛知環状鉄道. 2018-12-12  [2020-11-08]. （原始内容 (PDF)存档于2019-06-02） （日语）.
7. ↑  愛知縣議會定例會，2019年6月20日
8. ↑  愛知環狀鐵道20年史編纂委員會，《愛知環状鉄道20年史》，pp.111-112，2008年
9. ↑  オープンデータ　データ提供　豊田市統計書 （页面存档备份，存于）（日語） - 豐田市
10. ↑  移動等円滑化取組計画書・報告書 （页面存档备份，存于）（日語） - 愛知環狀鐵道

## 外部連結
- 三河豐田站資訊 （页面存档备份，存于）（日語） - 愛知環狀鐵道